# Épretot
Épretot é uma comuna francesa na região administrativa da Normandia, no departamento de Sena Marítimo. Estende-se por uma área de 6,8 km². Em 2010 a comuna tinha 767 habitantes (densidade: 112,8 hab./km²).